# Ermenek
Ermenek, in der Antike Germanikopolis, ist eine türkische Stadt in der Provinz Karaman und ein gleichnamiger Landkreis. Die Stadt liegt etwa 66 km Luftlinie südwestlich der Provinzhauptstadt Karaman. In der Kreisstadt sind 40 % der Landkreisbevölkerung vereint.

## Stadt

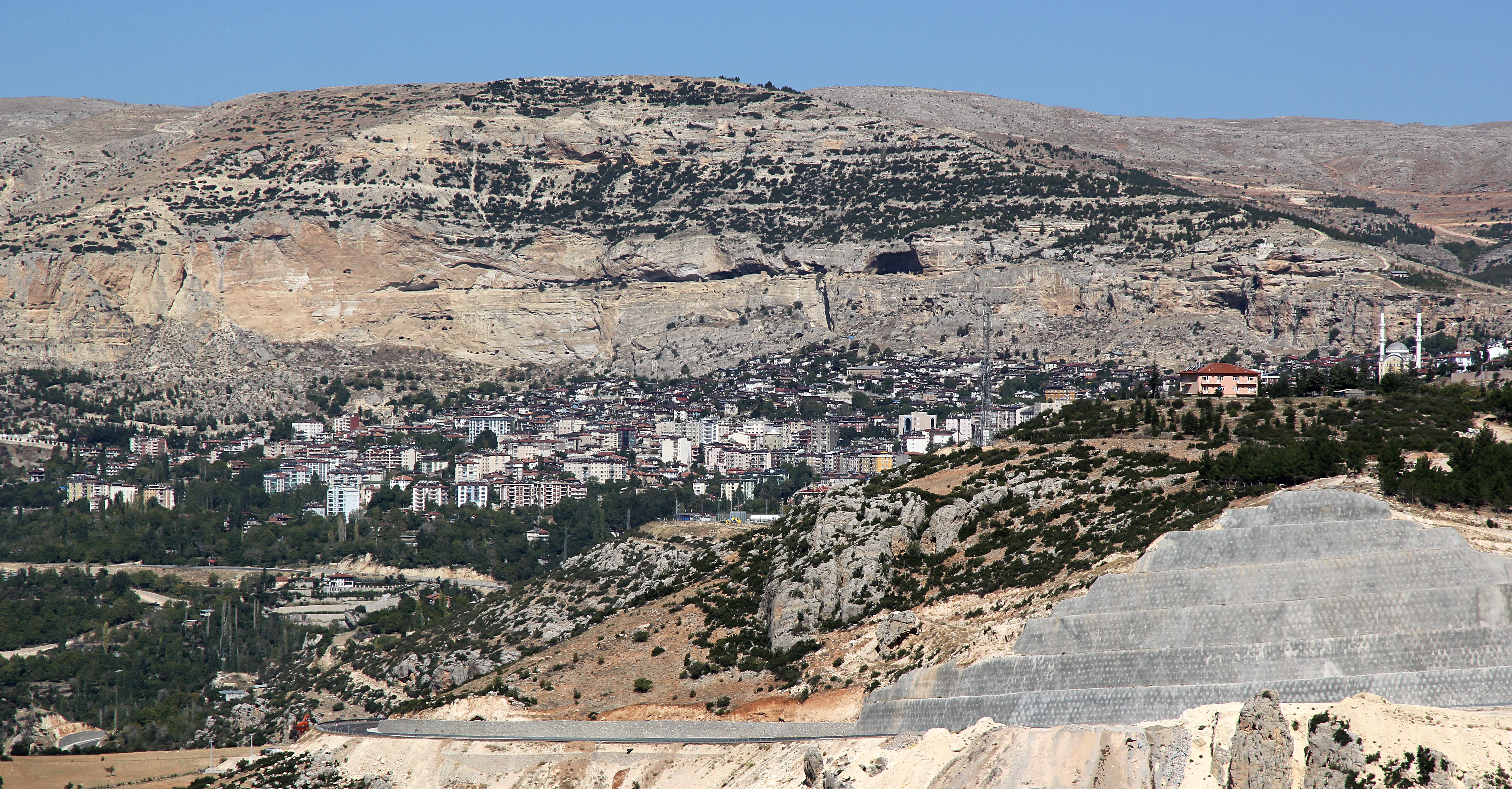
Stadtansicht

Ermenek liegt in einer Höhe von etwa 1200 m im Taurusgebirge. Am Zusammenfluss zweier Zuflüsse des Göksu, dem Ermenek Çayı und Küçük Çayı, wurde 2009 die Ermenek-Talsperre gebaut.
Die Stadt war in der Antike Teil der Landschaft Isaurien und wurde nach dem römischen Feldherrn Germanicus benannt. Ermenek stand unter römischer und später unter byzantinischer Herrschaft. Der Name Germanikopolis änderte sich nachher unter den armenischen Rubeniden im 12. Jh. in Germanig. 1228 eroberten die türkischen Rum-Seldschuken unter ihrem Herrscher Kai Kobad I. Ermenek. Nach dem Niedergang der Rum-Seldschuken wurde Ermenek Teil des Fürstentums der Karaman. Der Name änderte sich mit der Zeit von Germanig in Ermenek. Im 15. Jh. wurden die Karaman von den Osmanen geschlagen und Ermenek Teil des Osmanischen Reiches. Dies blieb es bis 1923. Seitdem ist Ermenek Teil der Türkei.
Auf dem Hügel Bezciler südlich der Stadt wurde 1939 das Felsrelief von Ermenek gefunden, das Kurt Bittel als möglicherweise hethitisch deutete. Es ist heute vermutlich zerstört.
Am 28. Oktober 2014 stürzten in mehr als 300 Meter Tiefe Teile einer Grube ein und wurden überflutet. Rund 11.000 Kubikmeter Wasser drangen in den Schacht ein. Zehn Grubenarbeiter starben und acht wurden gerettet.

## Landkreis
Der Kreis liegt im Südwesten der Provinz Karaman und grenzt im Süden und Osten an die Provinz Mersin. Im Westen sind die Kreise Sarıveliler und  Başyayla die Nachbarn, im Norden der zentrale Landkreis der Hauptstadt Karaman (Merkez İlçe).
Der Kreis (bzw. Kaza als Vorgänger) existierte schon bei Gründung der Türkischen Republik 1923 im Vilâyet (Provinz) Konya und wies bei der ersten Volkszählung von 1927 28.738 Einwohner in 49 Ortschaften auf, davon 6.430 im Verwaltungszentrum.
Ende 2020 weist der Kreis neben der Kreisstadt noch die beiden Gemeinden (Belediye) Güneyyurt (5.085) und Kazancı (2.280 Einwohner) auf. Des Weiteren bestehen noch 27 Dörfer (Köy), die im Durchschnitt von 370 Menschen bewohnt werden. Neun Dörfer haben mehr Einwohner als der Durchschnitt, drei weniger als 100 Einwohner. Ardıçkaya ist mit 1.011 Einwohnern das größte Dorf, dicht gefolgt von Aşağıçağlar (977 Einw.).

## Bevölkerung

### Ergebnisse der Bevölkerungsfortschreibung
Die nachfolgende Tabelle zeigt den vergleichenden Bevölkerungsstand am Jahresende für die Provinz Karaman, den Landkreis und die Stadt Ermenek sowie deren jeweiligen Anteil an der übergeordneten Verwaltungsebene. Die Zahlen basieren auf dem 2007 eingeführten adressbasierten Einwohnerregister (ADNKS). Die letzten beiden Wertzeilen entstammen Volkszählungsergebnissen.

| Jahr | Provinz | Landkreis | Landkreis | Stadt | Stadt  |
| Jahr | abs.    | %         | abs.      | %     | abs.   |
| ---- | ------- | --------- | --------- | ----- | ------ |
| 2020 | 254.919 | 11,15     | 28.417    | 40,25 | 11.438 |
| 2019 | 253.279 | 11,28     | 28.565    | 39,91 | 11.401 |
| 2018 | 251.913 | 11,45     | 28.832    | 39,10 | 11.274 |
| 2017 | 246.672 | 11,72     | 28.903    | 39,96 | 11.550 |
| 2016 | 245.610 | 12,00     | 29.475    | 39,50 | 11.644 |
| 2015 | 242.196 | 12,20     | 29.558    | 37,99 | 11.228 |
| 2014 | 240.362 | 12,46     | 29.957    | 37,83 | 11.332 |
| 2013 | 237.939 | 12,64     | 30.064    | 36,82 | 11.070 |
| 2012 | 235.424 | 12,77     | 30.057    | 36,72 | 11.038 |
| 2011 | 234.005 | 12,97     | 30.361    | 36,22 | 10.996 |
| 2010 | 232.633 | 13,15     | 30.585    | 35,37 | 10.818 |
| 2009 | 231.872 | 13,33     | 30.897    | 35,04 | 10.827 |
| 2008 | 230.145 | 13,62     | 31.341    | 33,85 | 10.609 |
| 2007 | 226.049 | 13,79     | 31.182    | 34,26 | 10.683 |
| 2000 | 243.210 | 17,53     | 42.643    | 36,37 | 15.509 |
| 1997 | 224.303 | 14,50     | 32.529    | 30,51 | 09.923 |

## Persönlichkeiten
- Rifat Orhan Göksu (1901–1988), türkischer Jurist und von 1965 bis 1966 Vizepräsident des Verfassungsgerichts
- Fikret Ünlü (1943–2019), türkischer Lehrer, Direktor und Politiker (DSP)
- Emin Alper (* 1974), türkischer Regisseur